# Sten-Sture Zettergren
Sten-Sture Zettergren, född 3 januari 1928 i Uppsala församling, död 16 maj 2015 i Jönköpings Sofia-Järstorps församling, var en svensk pastor, sångförfattare, översättare och textbearbetare.

## Biografi
Zettergren var son till missionssekreterare Manne Zettergren och Karin Eriksson. Efter realexamen 1944 genomgick han flera evangelistkurser innan han studerade vid Teologiska Seminariet 1948–1951. Han arbetade som pastor inom Svenska Missionsförbundet och började sin yrkesbana i Vireda södra och Lommaryds västra krets 1951–1954, var därefter ungdomspastor i Huskvarna 1954–1958 och pastor i Högdalens missionsförsamling i Stockholm 1958–1964. Vidare var han distriktsevangelist för Smålandsdistriktet av Svenska Missionsförbundet och senare pastor i Immanuelsförsamlingen i Katrineholm. Från 1985 fram till pensioneringen 1992 var han församlingsföreståndare och pastor i Immanuelskyrkan, Jönköping.
Som ledare för sånggruppen Gospel Four turnerade han i USA och Holland samt medverkade i radio och TV. Zettergren var sekreterare i Frikyrkliga psalmbokskommittén 1969–1985.

## Familj
Sten-Sture Zettergren gifte sig 1951 med Birgit Malm, född 1927 och död 2003. De fick tre söner, generalekreteraren Christer Zettergren samt pastorerna Göran Zettergren och Svante Zettergren. Makarna Zettergren är begravda på Skogskyrkogården i Jönköping.

## Psalmer
- Herre, vi har hört om dig och häpnat (Nr 524 i Psalmer och Sånger 1987).
- Hjälp oss att acceptera (Nr 465 i Psalmer och Sånger 1987). Översättning från engelska.
- Vilken underbar trygghet jag nu har (Nr 640 i Psalmer och Sånger 1987). Översättning från engelska.[10]